# Georg Simmel
Georg Simmel (født 1. marts 1858, død 28. september 1918) var en tysk filosof og sociolog. Han underviste ved Humboldt-universitetet i Berlin fra 1885 til 1914, da han blev professor i filosofi i Strasbourg, hvor han tilbragte resten af sit liv. Han så sig selv først og fremmest som filosof, men de vigtigste bidrag har han givet sociologien. Hans mest kendte værker er Philosophie des Geldes (1900) og Soziologie (1908).
Simmels skrivestil er essayistisk, og hans håndtering af emner kan virke sporadisk, tilfældig og adhoc. Dette har bevirket at Simmel historisk er blevet set som en marginal klassikker ved siden af Karl Marx, Émile Durkheim og Max Weber. Men netop hans essayistiske stil og hans særlige tilgang til diverse emner, gør at han i dag bliver set som en af sociologiens klassikere, og grundlæggeren af en særlig by- og kultursociologi.
Simmel har været inspirator til bl.a. Theodor W. Adorno, Walter Benjamin, Norbert Elias og Erving Goffman. 
På dansk er udkommet en essaysamling ved navn Hvordan er samfundet muligt? (Gyldendal 1998)
I bogen forsøgte Simmel at besvare: hvorfor opfatter vi den fremmede, som vi gør? Hvorfor er moden et fænomen, der må tages alvorligt? Hvad er storbymentalitet?.
i Bogen bliver præsenteret for vigtige begreber som:
Blaserthed: en følelse mennesker i en storby føler i forhold til hinanden, man er som kroppe overfor hinanden og ikke som subjekter.
Den fremmedes objektivitet: Det fænomen at fremmedes dom, kan virke mere neutral end nære relationer.
Kulturens tragik: At kulturen har vokset sig så stor, at det moderne menneske ikke kan blive et dannet individ. Det sidste dannede menneske var ifølge Simmel; Johann Wolfgang von Goethe